# Primera División 2017 (vrouwenvoetbal Uruguay)
Het seizoen 2017 van de Primera División was het 21e seizoen van de hoogste Uruguayaanse vrouwenvoetbalcompetitie. Deze editie werd ook wel Campeonato Uruguayo "Mujeres Mundialistas" genoemd  Het seizoen liep van 23 april tot 19 december 2017. CA Peñarol pakte hun eerste titel en werd daarmee de zesde ploeg die kampioen van Uruguay werd bij de dames.

## Teams
Er namen zeven ploegen deel aan de Primera División tijdens het seizoen 2017. Deze zeven hadden zich vorig seizoen weten te handhaven in de competitie, door in de top-zes van Divisional A (de kampioensgroep) te eindigen, of Divisional B (de degradatiegroep) te winnen.
| Club                      | Stad        | Vorig seizoen             |
| ------------------------- | ----------- | ------------------------- |
| CSD SAC Canelones         | Las Piedras | 5e                        |
| Colón FC                  | Montevideo  | 1e                        |
| CD Línea D Cutcsa         | Montevideo  | 8e (winnaar Divisional B) |
| Montevideo Wanderers FC   | Montevideo  | 6e                        |
| Club Nacional de Football | Montevideo  | 2e                        |
| CA Peñarol                | Montevideo  | 3e                        |
| CA River Plate            | Montevideo  | 4e                        |

## Competitie-opzet
De competitie was voor het eerst sinds 2011 weer verdeeld in een Apertura en een Clausura. Deze twee competitiehelften bestonden uit drie fasen: in de eerste fase speelden alle zeven ploegen een halve competitie. De winnaar daarvan kwalificeerde zich voor de Cuadrangular Final. De overige zes ploegen speelden de play-offs (een thuis- en een uitwedstrijd) en de winnaars daarvan plaatsten zich ook voor de Cuadrangular Final. De verliezers van de play-offs speelden de Triangular Final. In de Cuadrangular Final en Triangular Final werd nogmaals een halve competitie gespeeld. De ploeg die het meeste punten behaalde in de Cuadrangular Final was winnaar van de competitiehelft.
De winnaars van de Apertura en de Clausura kwalificeerden zich voor de halve finales van het Campeonato. De winnaar van het totaalklassement (waarin alle wedstrijden, met uitzondering van de play-offs, werden meegeteld) plaatste zich voor de finale van het Campeonato. De winnaar van die finale werd landskampioen, de verliezer werd tweede. Alle overige clubs werden gerangschikt op basis van het totaalklassement.

### Kwalificatie voor internationale toernooien
Het seizoen 2017 gold als kwalificatie voor de Zuid-Amerikaanse Copa Libertadores Femenina van 2018. De landkampioen mocht meedoen aan dat toernooi, dat in november en december 2018 in Manaus (Brazilië) werd gespeeld.

## Apertura
Het Torneo Apertura werd gespeeld van 23 april tot 13 augustus. De Apertura bestond uit drie delen, de eerste fase, de play-offs en de finaleronde.

### Primera Fase
De eerste fase liep van 23 april tot 11 juni. Alle ploegen speelden eenmaal tegen elkaar. De winnaar kwalificeerde zich rechtstreeks voor de Cuadrangular Final, de overige ploegen gingen naar de play-offs. De top-drie van vorig seizoen (Colón FC, Club Nacional de Football en CA Peñarol) wonnen alle drie een van de twee onderlinge duels. Ook speelden ze allemaal gelijk tegen CA River Plate, de nummer vier van vorig jaar. Hierdoor eindigden ze allemaal met even veel punten. Peñarol kwalificeerde zich op basis van het beste doelsaldo rechtstreeks voor de Cuadrangular Final.
|    | Club                      | Sp. | W | G | V | Pnt. | DV | DT | DS  |
| -- | ------------------------- | --- | - | - | - | ---- | -- | -- | --- |
| 1. | CA Peñarol                | 6   | 3 | 2 | 1 | 13   | 21 | 3  | +18 |
| 2. | Club Nacional de Football | 6   | 4 | 1 | 1 | 13   | 21 | 4  | +17 |
| 3. | Colón FC                  | 6   | 4 | 1 | 1 | 13   | 21 | 6  | +15 |
| 4. | CA River Plate            | 6   | 2 | 3 | 1 | 9    | 20 | 7  | +13 |
| 5. | CSD SAC Canelones         | 6   | 2 | 1 | 4 | 7    | 16 | 18 | –2  |
| 6. | CD Línea D Cutcsa         | 6   | 1 | 2 | 3 | 4    | 5  | 16 | –11 |
| 7. | Montevideo Wanderers FC   | 6   | 0 | 0 | 6 | 0    | 2  | 52 | –50 |

#### Legenda
| Kleur | Kwalificatie voor             |
| ----- | ----------------------------- |
|       | Cuadrangular Final (Apertura) |
|       | Play-offs                     |

#### Uitslagen
| Uitploeg →                | CSDSC  | CFC   | CDLDC | MWFC   | CNdF  | CAP   | CARP  |
| Thuisploeg ↓              | CSDSC  | CFC   | CDLDC | MWFC   | CNdF  | CAP   | CARP  |
| ------------------------- | ------ | ----- | ----- | ------ | ----- | ----- | ----- |
| CSD SAC Canelones         |        | 2 – 4 |       |        |       |       | 4 – 3 |
| Colón FC                  |        |       | 7 – 1 |        | 2 – 0 | 0 – 2 |       |
| CD Línea D Cutcsa         | 0 – 0  |       |       | 4 – 1  | 0 – 3 | 0 – 0 |       |
| Montevideo Wanderers FC   | 1 – 10 | 0 – 7 |       |        |       |       | 0 – 9 |
| Club Nacional de Football | 7 – 0  |       |       | 8 – 0  |       |       |       |
| CA Peñarol                | 3 – 0  |       |       | 14 – 0 | 1 – 2 |       | 1 – 1 |
| CA River Plate            |        | 1 – 1 | 5 – 0 |        | 1 – 1 |       |       |

### Play-offs
De play-offs werden gespeeld op 18 en 25 juni. De zes ploegen die de eerste fase niet hadden gewonnen speelden een thuis- en een uitwedstrijd tegen een andere ploeg. De winnaars plaatsten zich voor de Cuadrangular Final. De verliezers speelden in de Triangular Final om plek vijf tot en met zeven. Bij een gelijke stand op punten werden er (ongeacht het aantal doelpunten) strafschoppen genomen om de winnaar te bepalen.
| Team 1                      | Tot.  | Team 2                        | 1e wedstr. | 2e wedstr. |
| --------------------------- | ----- | ----------------------------- | ---------- | ---------- |
| (6) CD Línea D Cutcsa       | 0 - 6 | Colón FC (3)                  | 2 - 3      | 0 - 1      |
| (5) CSD SAC Canelones       | 0 - 6 | CA River Plate (4)            | 0 - 3      | 1 - 6      |
| (7) Montevideo Wanderers FC | 0 - 6 | Club Nacional de Football (2) | 0 - 14     | 0 - 11     |

### Triangular Final
Van 23 juli tot 6 augustus werd de Triangular Final gespeeld, tussen de drie verliezers van de play-offs. Inzet was de vijfde plaats in de Apertura. De behaalde resultaten telden ook mee voor de totaalstand (en de strijd tegen degradatie). CSD SAC Canelones en CD Línea D Cutcsa behaalden allebei een 6–1 zege op Montevideo Wanderers FC, dat de Apertura daardoor afsloot met enkel verliespartijen. In de onderlinge wedstrijd won Línea D Cutcsa van SAC Canelones.
|    | Club                    | Sp. | W | G | V | Pnt. | DV | DT | DS  |
| -- | ----------------------- | --- | - | - | - | ---- | -- | -- | --- |
| 1. | CD Línea D Cutcsa       | 2   | 2 | 0 | 0 | 6    | 8  | 1  | +7  |
| 2. | CSD SAC Canelones       | 2   | 1 | 0 | 1 | 3    | 6  | 3  | +3  |
| 3. | Montevideo Wanderers FC | 2   | 0 | 0 | 2 | 0    | 2  | 12 | –10 |

#### Uitslagen
| Uitploeg →              | CSDSC | CDLDC | MWFC  |
| Thuisploeg ↓            | CSDSC | CDLDC | MWFC  |
| ----------------------- | ----- | ----- | ----- |
| CSD SAC Canelones       |       | 0 – 2 |       |
| CSD Línea D Cutcsa      |       |       | 6 – 1 |
| Montevideo Wanderers FC | 1 – 6 |       |       |

### Cuadrangular Final
In de Cuadrangular Final streden CA Peñarol (winnaar van de eerste fase) met de drie winnaars van de play-offs om de winst in de Apertura. De wedstrijden werden van 23 april tot 13 augustus gespeeld. Nadat Peñarol won van Club Nacional de Football en CA River Plate versloegen ze ook Colón FC, waardoor ze zich kwalificeerden voor de halve finale van het Campeonato. Nacional won op de slotdag van River Plate en werd daardoor tweede in de Apertura.
|    | Club                      | Sp. | W | G | V | Pnt. | DV | DT | DS |
| -- | ------------------------- | --- | - | - | - | ---- | -- | -- | -- |
| 1. | CA Peñarol                | 3   | 3 | 0 | 0 | 9    | 6  | 2  | +4 |
| 2. | Club Nacional de Football | 3   | 2 | 0 | 1 | 6    | 7  | 3  | +4 |
| 3. | CA River Plate            | 3   | 1 | 0 | 2 | 3    | 2  | 3  | –1 |
| 4. | Colón FC                  | 3   | 0 | 0 | 3 | 0    | 1  | 8  | –7 |

#### Legenda
| Kleur | Kwalificatie voor       |
| ----- | ----------------------- |
|       | Halve finale Campeonato |

#### Uitslagen
| Uitploeg →                | CFC   | CNdF  | CAP   | CARP  |
| Thuisploeg ↓              | CFC   | CNdF  | CAP   | CARP  |
| ------------------------- | ----- | ----- | ----- | ----- |
| Colón FC                  |       |       | 1 – 3 | 0 – 1 |
| Club Nacional de Football | 4 – 0 |       |       |       |
| CA Peñarol                |       | 2 – 1 |       |       |
| CA River Plate            |       | 1 – 2 | 0 – 1 |       |

## Clausura
Het Torneo Clausura werd gespeeld van 3 september tot 10 december. De Clausura bestond eveneens uit de eerste fase, de play-offs en de finaleronde.

### Primera Fase
De eerste fase liep van 3 september tot 5 november. Alle ploegen speelden eenmaal tegen elkaar. De winnaar kwalificeerde zich rechtstreeks voor de Cuadrangular Final, de overige ploegen gingen naar de play-offs. De strijd om de koppositie ging tussen Colón FC en CA Peñarol. Colón had na zes speelrondes nog de maximale score, terwijl Peñarol tegen Club Nacional de Football gelijk had gespeeld. Op de laatste speeldag speelden Peñarol en Colón tegen elkaar. Dit eindigde in een 2–2 gelijkspel, waarmee Colón hun leidende positie behield en zich kwalificeerde voor de Cuadrangular Final.
|    | Club                      | Sp. | W | G | V | Pnt. | DV | DT | DS  |
| -- | ------------------------- | --- | - | - | - | ---- | -- | -- | --- |
| 1. | Colón FC                  | 6   | 4 | 2 | 0 | 16   | 30 | 3  | +27 |
| 2. | CA Peñarol                | 6   | 4 | 2 | 0 | 14   | 30 | 3  | +27 |
| 3. | CA River Plate            | 6   | 3 | 2 | 1 | 10   | 24 | 8  | +16 |
| 4. | Club Nacional de Football | 6   | 1 | 4 | 1 | 7    | 16 | 7  | +9  |
| 5. | CSD SAC Canelones         | 6   | 2 | 1 | 3 | 7    | 16 | 18 | –2  |
| 6. | CD Línea D Cutcsa         | 6   | 1 | 1 | 4 | 4    | 8  | 14 | –6  |
| 7. | Montevideo Wanderers FC   | 6   | 0 | 0 | 6 | 0    | 0  | 71 | –71 |

#### Legenda
| Kleur | Kwalificatie voor             |
| ----- | ----------------------------- |
|       | Cuadrangular Final (Clausura) |
|       | Play-offs                     |

#### Uitslagen
| Uitploeg →                | CSDSC | CFC   | CDLDC | MWFC   | CNdF   | CAP    | CARP  |
| Thuisploeg ↓              | CSDSC | CFC   | CDLDC | MWFC   | CNdF   | CAP    | CARP  |
| ------------------------- | ----- | ----- | ----- | ------ | ------ | ------ | ----- |
| CSD SAC Canelones         |       |       | 3 – 0 | 11 – 0 | 1 – 1  | 1 – 7  |       |
| Colón FC                  | 8 – 0 |       |       | 11 – 0 |        |        | 1 – 1 |
| CD Línea D Cutcsa         |       | 0 – 4 |       |        |        |        | 0 – 1 |
| Montevideo Wanderers FC   |       |       | 0 – 8 |        | 0 – 13 | 0 – 10 |       |
| Club Nacional de Football |       | 0 – 4 | 0 – 0 |        |        | 0 – 0  | 2 – 2 |
| CA Peñarol                |       | 2 – 2 | 6 – 0 |        |        |        |       |
| CA River Plate            | 2 – 0 |       |       | 18 – 0 |        | 0 – 5  |       |

### Play-offs
De play-offs werden gespeeld op 12 en 19 november. De zes ploegen die de eerste fase niet hadden gewonnen speelden een thuis- en een uitwedstrijd tegen een andere ploeg. De winnaars plaatsten zich voor de Cuadrangular Final. De verliezers speelden in de Triangular Final om plek vijf tot en met zeven. Bij een gelijke stand op punten werden er (ongeacht het aantal doelpunten) strafschoppen genomen om de winnaar te bepalen.
| Team 1                      | Tot.               | Team 2                        | 1e wedstr. | 2e wedstr. |
| --------------------------- | ------------------ | ----------------------------- | ---------- | ---------- |
| (5) CSD SAC Canelones       | 0 - 6              | Club Nacional de Football (4) | 2 - 8      | 0 - 5      |
| (6) CD Línea D Cutcsa       | 3 - 3 (1 - 3 n.s.) | CA River Plate (3)            | 2 - 1      | 0 - 2      |
| (7) Montevideo Wanderers FC | 0 - 6              | CA Peñarol (2)                | 0 - 7      | 0 - 12     |

### Triangular Final
Van 26 november tot 10 december werd de Triangular Final gespeeld, tussen de drie verliezers van de play-offs. Inzet was de vijfde plaats in de Apertura. De behaalde resultaten telden ook mee voor de totaalstand. CSD SAC Canelones en CD Línea D Cutcsa streden hier om de vijfde plaats in het eindklassement. Montevideo Wanderers FC had dit seizoen alle wedstrijden verloren en was bij aanvang van de Triangular Final al zeker van degradatie.
SAC Canelones en Línea D Cutcsa versloegen Wanderers ook in hun laatste ontmoeting van het seizoen, waardoor de Bohemios hun seizoen beëindigden zonder punten. De wedstrijd tussen Línea D Cutcsa en SAC Canelones eindigde in een gelijkspel. Hierdoor won Línea D Cutcsa weliswaar de Triangular Final (op doelsaldo), maar eindigden ze op basis van het totaal aantal punten als zesde, onder SAC Canelones.
|    | Club                    | Sp. | W | G | V | Pnt. | DV | DT | DS |
| -- | ----------------------- | --- | - | - | - | ---- | -- | -- | -- |
| 1. | CD Línea D Cutcsa       | 2   | 1 | 1 | 0 | 4    | 8  | 1  | +7 |
| 2. | CSD SAC Canelones       | 2   | 1 | 1 | 0 | 4    | 2  | 1  | +1 |
| 3. | Montevideo Wanderers FC | 2   | 0 | 0 | 2 | 0    | 0  | 8  | –8 |

#### Uitslagen
| Uitploeg →              | CSDSC | CDLDC | MWFC  |
| Thuisploeg ↓            | CSDSC | CDLDC | MWFC  |
| ----------------------- | ----- | ----- | ----- |
| CSD SAC Canelones       |       |       | 1 – 0 |
| CSD Línea D Cutcsa      | 1 – 1 |       |       |
| Montevideo Wanderers FC |       | 0 – 7 |       |

### Cuadrangular Final
In de Cuadrangular Final streden Colón FC (winnaar van de eerste fase) met de drie winnaars van de play-offs om de winst in de Apertura. De wedstrijden werden van 26 november tot 10 december gespeeld. Colón won hun eerste wedstrijd van CA River Plate en CA Peñarol versloeg Club Nacional de Football. Een week later won Colón ook van Nacional; de wedstrijd tussen Peñarol en River Plate eindigde in remise. Op de laatste speeldag speelden Peñarol en Colón tegen elkaar om de winst in de Clausura. Als Peñarol had gewonnen, dan waren ze direct zeker geweest van de landstitel. De wedstrijd eindigde echter in 2–2, waardoor de zege in de Clausura naar Colón ging.
|    | Club                      | Sp. | W | G | V | Pnt. | DV | DT | DS |
| -- | ------------------------- | --- | - | - | - | ---- | -- | -- | -- |
| 1. | Colón FC                  | 3   | 2 | 1 | 0 | 7    | 5  | 2  | +3 |
| 2. | CA Peñarol                | 3   | 1 | 2 | 0 | 5    | 5  | 4  | +1 |
| 3. | CA River Plate            | 3   | 1 | 1 | 1 | 4    | 5  | 4  | +1 |
| 4. | Club Nacional de Football | 3   | 0 | 0 | 3 | 0    | 1  | 6  | –5 |

#### Legenda
| Kleur | Kwalificatie voor       |
| ----- | ----------------------- |
|       | Halve finale Campeonato |

#### Uitslagen
| Uitploeg →                | CFC   | CNdF  | CAP   | CARP  |
| Thuisploeg ↓              | CFC   | CNdF  | CAP   | CARP  |
| ------------------------- | ----- | ----- | ----- | ----- |
| Colón FC                  |       | 2 – 0 |       |       |
| Club Nacional de Football |       |       | 0 – 1 | 1 – 3 |
| CA Peñarol                | 2 – 2 |       |       | 2 – 2 |
| CA River Plate            | 0 – 1 |       |       |       |

## Totaalstand
De ploeg met de meeste punten in de totaalstand - de optelling van de Apertura en de Clausura, exclusief de play-offs - plaatste zich voor de finale van het Campeonato. CA Peñarol was twee wedstrijden voor het einde zeker van de eerste plaats in dit klassement.

### Totaalstand
|    | Club                      | Sp. | W  | G | V  | Pnt. | DV | DT  | DS   |
| -- | ------------------------- | --- | -- | - | -- | ---- | -- | --- | ---- |
| 1. | CA Peñarol                | 18  | 11 | 6 | 1  | 41   | 62 | 12  | +50  |
| 2. | Colón FC                  | 18  | 10 | 4 | 4  | 36   | 57 | 19  | +38  |
| 3. | CA River Plate            | 18  | 7  | 6 | 5  | 26   | 51 | 22  | +29  |
| 4. | Club Nacional de Football | 18  | 7  | 5 | 6  | 26   | 45 | 20  | +25  |
| 5. | CSD SAC Canelones         | 16  | 6  | 3 | 7  | 21   | 40 | 40  | 0    |
| 6. | CD Línea D Cutcsa         | 16  | 5  | 4 | 7  | 18   | 29 | 32  | –3   |
| 7. | Montevideo Wanderers FC   | 16  | 0  | 0 | 16 | 0    | 4  | 143 | –139 |

### Legenda
| Kleur | Kwalificatie voor |
| ----- | ----------------- |
|       | Finale Campeonato |

#### Topscorers
Juliana Castro van CA River Plate werd - net als in 2009 en vorig seizoen - topscorer. Ze maakte 26 doelpunten en hield daarmee Jennifer Clara acht doelpunten achter haar.
| №  | Speelster          | Club(s)                       | Goals |
| -- | ------------------ | ----------------------------- | ----- |
| 1. | Juliana Castro     | CA River Plate                | 26    |
| 2. | Jennifer Clara     | Colón FC                      | 18    |
| 3. | Edrit Viana        | CA Peñarol                    | 17    |
| 4. | Catherin Berni     | CD Línea D Cutcsa en Colón FC | 16    |
| 5. | Carolina Rodríguez | CA Peñarol                    | 15    |

## Campeonato Uruguayo
Het Campeonato Uruguayo bepaalde de winnaar van de Primera División 2017. De winnaars van de Apertura (CA Peñarol) en de Clausura (Colón FC) zouden in de halve finale één wedstrijd spelen en de winnaar daarvan zou zich kwalificeren voor de finale, waarin ze een thuis- en uitduel zouden spelen tegen de nummer één van de totaalstand (Peñarol). De finalisten zouden worden aangemerkt als kampioen en vice-kampioen, de overige posities in de eindstand zouden worden bepaald op basis van de totaalstand.
Omdat Peñarol zich tweemaal had gekwalificeerd, als winnaar van de Apertura en als nummer één van de totaalstand, betekende dit dat zij aan een zege in de halve finale genoeg hadden om kampioen te worden. Zou Colón de halve finale winnen, dan zouden zij het in de finale nogmaals opnemen tegen Peñarol.

### Wedstrijdschema
|  | Halve finale | Halve finale |  |  | Finale         | Finale | Finale | Finale |
|  |              |              |  |  |                |        |        |        |
|  |              |              |  |  |                |        |        |        |
|  | Peñarol      | 1            |  |  |                |        |        |        |
|  | Colón (n.v.) | 2            |  |  |                |        |        |        |
|  |              |              |  |  |                |        |        |        |
|  |              |              |  |  | Colón          | 1      | 1      | 2 (0)  |
|  |              |              |  |  | Peñarol (n.s.) | 0      | 2      | 2 (3)  |
|  |              |              |  |  |                |        |        |        |

### Halve finale
|                                    |              |                     |                  |                                     |
| 13 december 2017 19:30 uur (UTC−3) | CA Peñarol   | 1 – 2 (n.v.)        | Colón FC         | Estadio Martínez Monegal, Canelones |
| 13 december 2017 19:30 uur (UTC−3) | E. Viana 65' | Verslag (La Diaria) | 73', 120' Aquino | Estadio Martínez Monegal, Canelones |

Colón FC wint met 2–1 na verlenging en kwalificeert zich voor de finale.

### Finale
|                                   |                 |                     |            |                                                                            |
| 17 december 2017 9:30 uur (UTC−3) | Colón FC        | 1 – 0               | CA Peñarol | Estadio Abraham Paladino, Montevideo Scheidsrechter: Silvia Ríos (Uruguay) |
| 17 december 2017 9:30 uur (UTC−3) | L. González 43' | Verslag (La Diaria) |            | Estadio Abraham Paladino, Montevideo Scheidsrechter: Silvia Ríos (Uruguay) |

|                                    |                        |                                       |                    |                                                                       |
| 19 december 2017 19:30 uur (UTC−3) | CA Peñarol             | 2 – 1 (n.v.)                          | Colón FC           | Parque San Eugenio, Montevideo Scheidsrechter: Nadia Fuques (Uruguay) |
| 19 december 2017 19:30 uur (UTC−3) | L. Viana 2', 90+1'     | Verslag (Futbol UY) Verslag (Peñarol) | 29' Tzitzios       | Parque San Eugenio, Montevideo Scheidsrechter: Nadia Fuques (Uruguay) |
| 19 december 2017 19:30 uur (UTC−3) | Strafschoppen          |                                       |                    | Parque San Eugenio, Montevideo Scheidsrechter: Nadia Fuques (Uruguay) |
| 19 december 2017 19:30 uur (UTC−3) | L. Viana Rolfo Olivera | 3 – 0                                 | Clara Berni Chaves | Parque San Eugenio, Montevideo Scheidsrechter: Nadia Fuques (Uruguay) |

2–2 over twee wedstrijden. CA Peñarol wint met 3–0 na strafschoppen en is kampioen van Uruguay.
| Winnaar Primera División 2017 |
| ----------------------------- |
| CA Peñarol 1e titel           |

## Ranglijst
Als landskampioen kwalificeerde CA Peñarol zich voor de Copa Libertadores Femenina 2018 in Manaus (Brazilië). Rode lantaarn Montevideo Wanderers FC degradeerde naar de Segunda División.

### Eindstand
|     | Club                      | Sp. | W  | G | V  | Pnt. | DV | DT  | DS   |
| --- | ------------------------- | --- | -- | - | -- | ---- | -- | --- | ---- |
| 01. | CA Peñarol                | 18  | 11 | 6 | 1  | 41   | 62 | 12  | +50  |
| 2.  | Colón FC                  | 18  | 10 | 4 | 4  | 36   | 57 | 19  | +38  |
| 3.  | CA River Plate            | 18  | 7  | 6 | 5  | 26   | 51 | 22  | +29  |
| 4.  | Club Nacional de Football | 18  | 7  | 5 | 6  | 26   | 45 | 20  | +25  |
| 5.  | CSD SAC Canelones         | 16  | 6  | 3 | 7  | 21   | 40 | 40  | 0    |
| 6.  | CD Línea D Cutcsa         | 16  | 5  | 4 | 7  | 18   | 29 | 32  | –3   |
| 7.  | Montevideo Wanderers FC   | 16  | 0  | 0 | 16 | 0    | 4  | 143 | –139 |

### Legenda
| Kleur | Kwalificatie voor               |
| ----- | ------------------------------- |
|       | Copa Libertadores Femenina 2018 |
|       | Segunda División 2018           |

### Fairplayklassement
De winst in het fairplayklassement was voor Montevideo Wanderers FC.

### Trivia
- Elke speeldag werd genoemd naar een bekend figuur uit het vrouwenvoetbal. Zo heette bijvoorbeeld de een-na-laatste speelronde van de competitie 2a. Etapa 'Sarina Wiegman'. In totaal werden er 26 speeldagen naar vrouwelijke voetballers, trainers of scheidsrechters vernoemd. Dit waren Michelle Akers, Carin Jennings Gabarra, Kristine Lilly, Cláudia Vasconcelos, Linda Medalen, Hege Riise, Ann Kristin Aarønes, Sun Wen, Sissi, Maren Meinert, Victoria Svensson, Kátia Texeira, Cristiane de Souza, Homare Sawa, Mia Hamm, Abby Wambach, Hina Sugita, Ragnhild Gulbrandsen, Ji So-yun, Alexandra Popp, Hope Solo, Carolina Morace, Silvia Neid, Jill Ellis, Sarina Wiegman en Marta Vieira da Silva.[7]
- CA Peñarol veroverde de 'dubbel' in 2017: negen dagen voordat de dames landskampioen waren hadden ook de heren van Peñarol de competitie gewonnen.

1997 · 1998 · 1999 · 2000 · 2001 · 2002 · 2003 · 2004 · 2005 · 2006 · 2007 · 2008 · 2009 · 2010 · 2011 · 2012 · 2013 · 2014 · 2015 · 2016 · 2017 · 2018 · 2019 · 2020 · 2021